# Ernest Dowson
Ernest Dowson (Ernest Christopher Dowson), né le 2 août 1867 à  Lee, Kent  (Angleterre) et mort le 23 février 1900 à Lewisham, Londres, est un poète, romancier, auteur de nouvelles, traducteur anglais, associé au mouvement décadent.

## Biographie
Le père d'Ernest Dowson possède, à Limehouse, à l'est de Londres, une entreprise de maintenance de navires sur cale sèche. Ernest y travaille en 1888, après avoir abandonné les études qu'il a entreprises au Queen's College d'Oxford. En 1889, alors âgé de 23 ans, Dowson est amoureux d'Adelaide Foltinowicz, qui n'a pas encore 12 ans. En 1893, il la demande en mariage, sans succès, ce qui plonge Ernest dans le désespoir. Elle se mariera en 1897 avec un autre. 
Ernest fait la fête avec ses amis et écrit. Il est membre du Rhymers’ Club (en) (club des rimeurs), avec Jack Butler Yeats, Lionel Johnson, Arthur Symons. Il collabore à des magazines littéraires tels que The Yellow Book et The Savoy.
En 1892 il se convertit au catholicisme. En août 1894, le père de Dowson, atteint de tuberculose, meurt soit de la tuberculose soit d'une surdose d' hydrate de chloral . Sa mère se pend en février 1895.
Ernest Dowson vit alors principalement en France. Il traduit Émile Zola, Honoré de Balzac, Voltaire... Son ami Robert Sherard le découvre, à Paris, misérable, malade et alcoolique. Il le ramène à Londres, où il meurt dans sa maison. Oscar Wilde, en exil à Paris, commente sa mort : « Un pauvre, blessé, merveilleux compagnon, voilà ce qu'il était, une reproduction tragique de toute la poésie tragique, comme un symbole, comme une scène. J'espère que les feuilles de laurier resteront sur sa tombe, mais aussi de la rue et du myrte, car il savait ce qu'est l'amour ».

## Œuvres
Un des poèmes d'Ernest Dowson, « Vitae Summa Brevis », publié en 1896, contient des vers connus sous le titre Days of Wine and Roses fréquemment repris et mis en chanson :
« THEY are not long, the weeping and the laughter,
           Love and desire and hate:
I think they have no portion in us after
            We pass the gate.

They are not long, the days of wine and roses:
            Out of a misty dream
Our path emerges for a while, then closes
             Within a dream. »
« Ils ne sont pas longs, les pleurs et les rires,

     Amour et désir et haine:
Je pense qu'ils n'ont plus part en nous après
    Que nous avons passé la porte.

Ils ne durent pas, les jours de vin et de roses :
    Sortant d'un rêve brumeux,
Notre sentier s'ouvre pour un instant, puis se referme

      Comme dans un rêve." »
- Deux romans écrits et publiés avec Arthur Moore : Une comédie de masques (1893) ; Adrian Rome (1899).
- Dilemmes. Histoires et études sur le sentiment, recueil de nouvelles, 1895.
- Le Pierrot de la Minute, 1897[6], pièce en un acte en vers, est une allégorie de l'épisode de déception amoureuse qui a marqué Dowson.
- Les poèmes et la prose d'Ernest Dowson, ont été publiés, avec un commentaire d'Arthur Symons, en 1919.